# Region Ostwürttemberg
Region Ostwürttemberg – region w Niemczech, w kraju związkowym Badenia-Wirtembergia, w rejencji Stuttgart. Siedzibą regionu jest miasto Schwäbisch Gmünd.

## Podział administracyjny
W skład regionu Ostwürttemberg wchodzą:
- dwa powiaty ziemskie (Landkreis)

Powiaty ziemskie:
| Lp. | Nazwa powiatu | Ludność (31 grudnia 2022) | Powierzchnia km² | Liczba gmin |
| --- | ------------- | ------------------------- | ---------------- | ----------- |
| 1   | Heidenheim    | 135.035                   | 627,12           | 11          |
| 2   | Ostalb        | 319.631                   | 1.511,38         | 42          |